# Liquid Tension Experiment 2
Liquid Tension Experiment 2 es el segundo estudio de álbum de la banda Liquid Tension Experiment, lanzado el 15 de junio de 1999 a través del sello Magna Carta Records.

## Lista de canciones
Toda la música compuesta por Liquid Tension Experiment. 
| N.º | Título                  | Duración |  |
| 1.  | «Acid Rain»             | 6:36     |  |
| 2.  | «Biaxident»             | 7:41     |  |
| 3.  | «914»                   | 4:01     |  |
| 4.  | «Another Dimension»     | 9:50     |  |
| 5.  | «When the Water Breaks» | 16:57    |  |
| 6.  | «Chewbacca»             | 13:35    |  |
| 7.  | «Liquid Dreams»         | 10:50    |  |
| 8.  | «Hourglass»             | 4:25     |  |

## Integrantes
- John Petrucci – guitar, production
- Tony Levin – Chapman Stick, bass guitar, production
- Jordan Rudess – keyboard, production
- Mike Portnoy – drums, percussion, production
- Chris Cubeta – engineering
- Pat Thrall – engineering
- Spyros Poulos – engineering
- Kosaku Nakamura – engineering
- Kevin Shirley – mixing
- Rich Alvy – mixing assistance
- Leon Zervos – mastering